# Monchu
Monchu, pseudonimo di Ramón Rodríguez Jiménez (Palma di Maiorca, 13 settembre 1999), è un calciatore spagnolo, centrocampista dell'Arīs Salonicco.

## Caratteristiche tecniche
È un centrocampista difensivo.

## Carriera
Cresciuto nel settore giovanile del Maiorca, squadra della sua città natale, a tredici anni entra a far parte della cantera del Barcellona. Nel 2017 viene aggregato alla squadra riserve con cui fa il suo esordio fra i professionisti il 15 dicembre in occasione dell'incontro di Segunda División perso 3-1 contro il Cadice; il 22 aprile seguente realizza la sua prima rete nella sconfitta casalinga per 3-2 per mano del Rayo Vallecano.
Nella seconda parte della stagione 2019-2020 viene aggregato con frequenza alla prima squadra dei blaugrana, con cui esorcisce l'8 agosto giocando il ritorno degli ottavi di finale di Champions League vinto 3-1 contro il Napoli.
Il 22 settembre seguente viene ceduto in prestito con diritto di riscatto al Girona; dopo una stagione da protagonista con 43 incontri disputati, il 16 luglio 2021 si trasferisce a titolo definitivo al Granada.

## Statistiche

### Presenze e reti nei club
Statistiche aggiornate al 7 luglio 2023.
| Stagione               | Squadra                | Campionato             | Campionato | Campionato | Coppe nazionali | Coppe nazionali | Coppe nazionali | Coppe continentali | Coppe continentali | Coppe continentali | Altre coppe | Altre coppe | Altre coppe | Totale | Totale |
| Stagione               | Squadra                | Comp                   | Pres       | Reti       | Comp            | Pres            | Reti            | Comp               | Pres               | Reti               | Comp        | Pres        | Reti        | Pres   | Reti   |
| ---------------------- | ---------------------- | ---------------------- | ---------- | ---------- | --------------- | --------------- | --------------- | ------------------ | ------------------ | ------------------ | ----------- | ----------- | ----------- | ------ | ------ |
| 2017-2018              | Barcellona B           | SD                     | 6          | 1          |                 | -               | -               |                    | -                  | -                  |             | -           | -           | 6      | 1      |
| 2018-2019              | Barcellona B           | SDB                    | 31         | 2          |                 | -               | -               |                    | -                  | -                  |             | -           | -           | 31     | 2      |
| 2019-2020              | Barcellona B           | SDB                    | 26+3       | 8+2        |                 | -               | -               |                    | -                  | -                  |             | -           | -           | 29     | 10     |
| Totale Barcellona B    | Totale Barcellona B    | Totale Barcellona B    | 66         | 13         |                 | -               | -               |                    | -                  | -                  |             | -           | -           | 66     | 13     |
| 2019-2020              | Barcellona             | PD                     | 0          | 0          | CR              | 0               | 0               | UCL                | 1                  | 0                  |             | -           | -           | 1      | 0      |
| 2020-2021              | Girona                 | SD                     | 39+4       | 3+0        | CR              | 0               | 0               |                    | -                  | -                  |             | -           | -           | 43     | 3      |
| 2021-gen.2022          | Granada                | PD                     | 14         | 0          | CR              | 2               | 0               |                    | -                  | -                  |             | -           | -           | 16     | 0      |
| gen.-giu. 2022         | Real Valladolid        | SD                     | 15         | 2          | CR              | 0               | 0               |                    | -                  | -                  |             | -           | -           | 15     | 2      |
| 2022-2023              | Real Valladolid        | PD                     | 33         | 3          | CR              | 2               | 0               |                    | -                  | -                  |             | -           | -           | 35     | 3      |
| Totale Real Valladolid | Totale Real Valladolid | Totale Real Valladolid | 48         | 5          |                 | 2               | 0               |                    |                    |                    |             | -           | -           | 50     | 5      |
| Totale carriera        | Totale carriera        | Totale carriera        | 171        | 21         |                 | 4               | 0               |                    | 1                  | 0                  |             | -           | -           | 176    | 21     |

## Palmarès

### Club

#### Competizioni giovanili
- UEFA Youth League: 1

Barcellona: 2017-2018